# Municipio de Jackson (condado de Lee)
El municipio de Jackson (en inglés: Jackson Township) es un municipio ubicado en el condado de Lee en el estado estadounidense de Iowa. En el año 2010 tenía una población de 1761 habitantes y una densidad poblacional de 23,01 personas por km².

## Geografía
El municipio de Jackson se encuentra ubicado en las coordenadas 40°25′44″N 91°27′19″O / 40.42889, -91.45528. Según la Oficina del Censo de los Estados Unidos, el municipio tiene una superficie total de 76.52 km², de la cual 72,87 km² corresponden a tierra firme y (4,76 %) 3,64 km² es agua.

## Demografía
Según el censo de 2010, había 1761 personas residiendo en el municipio de Jackson. La densidad de población era de 23,01 hab./km². De los 1761 habitantes, el municipio de Jackson estaba compuesto por el 96,59 % blancos, el 0,97 % eran afroamericanos, el 0,8 % eran asiáticos, el 0,11 % eran isleños del Pacífico, el 0,57 % eran de otras razas y el 0,97 % eran de una mezcla de razas. Del total de la población el 1,7 % eran hispanos o latinos de cualquier raza.